# Pure (album de Lara Fabian)
Pour les articles homonymes, voir Pure (homonymie).
Albums de Lara Fabian
Carpe Diem
(1994) Lara Fabian Live
(1998)
Singles
1. Tout
Sortie : 1997
2. Je t'aime
Sortie : 28 octobre 1997
3. Si tu m’aimes
Sortie : 1998
4. Humana
Sortie : 1998
5. La Différence
Sortie : 19 janvier 1999

Pure est le troisième album de Lara Fabian sorti en septembre 1996 au Canada et le 3 juin 1997 en France sous le label Polydor. Il comprend les singles Tout et Je t'aime. Il s'est vendu à plus d'un million d'exemplaires en France et a été certifié Disque de diamant.

## Liste des titres
| No  | Titre                            | Paroles             | Musique              | Durée |
| --- | -------------------------------- | ------------------- | -------------------- | ----- |
| 1.  | Tout                             | Lara Fabian         | Rick Allison         | 4:16  |
| 2.  | Si tu m'aimes (nouvelle version) | Fabian              | Allison              | 3:30  |
| 3.  | J'ai zappé                       | Dominique Owen      | Vincenzo Thoma       | 5:56  |
| 4.  | La Différence                    | Fabian              | Allison              | 4:12  |
| 5.  | Humana                           | Fabian              | Allison              | 5:39  |
| 6.  | Urgent désir                     | Daniel Lavoie       | Lavoie, Mario Proulx | 3:57  |
| 7.  | Les amoureux de l'an deux mille  | Fabian              | Allison              | 4:54  |
| 8.  | Ici (pour Camille)               | Fabian              | Daniel Seff          | 3:26  |
| 9.  | Alléluia                         | Fabian              | Seff, Allison        | 4:08  |
| 10. | Je t'aime                        | Fabian              | Allison              | 4:21  |
| 11. | Je t'appartiens                  | Fabian              | Janey Clewer         | 3:23  |
| 12. | Perdere l'amore                  | Giampiero Artegiani | Marcello Marrocchi   | 5:04  |

## Charts et certifications
| Pays                | Meilleure position | Certification |
| ------------------- | ------------------ | ------------- |
| Belgique (Wallonie) | 3                  |               |
| Canada              | –                  | Platine       |
| France              | 3                  | Diamant       |

## Reprise
La chanson Je t'aime est reprise en 2006 par le groupe Madame Kay sur son album Le choix de la rédaction.